# Walter Peterhans
Walter Peterhans, nato Walter Anton Peterhans (Francoforte sul Meno, 12 giugno 1897 – Stetten im Remstal, 12 aprile 1960), è stato un fotografo e insegnante tedesco.

## Biografia
Peterhans, dopo il servizio militare e la prigionia, studiò dapprima a Dresda, dove il padre Andreas era direttore della Zeiss Ikon, e quindi a Monaco di Baviera fino al 1921. Apprese matematica, filosofia e storia dell'arte presso l'Università Georg-August di Gottinga terminando nel 1923. In seguito seguì i corsi di pittura e fotografia alla Hochschule für Grafik und Buchkunst di Lipsia nel 1925 e 1926, superando poi l'esame di fotografia come maestro di fotografia a Weimar nel 1926.
Nel 1927 aveva aperto un proprio studio fotografico a Berlino lavorando principalmente come fotografo industriale e ritrattista. Nel 1928 divenne membro della "Società dei fotografi tedeschi". Fu invitato a partecipare alla mostra Film und Foto, organizzata nel 1929 dalla Deutscher Werkbund di Stoccarda che fu considerata la prima grande mostra di fotografia moderna europea e americana, una sorta di nuovo immaginario per la Nuova Oggettività ed oltre. La mostra comprendeva 1 200 opere di 191 artisti provenienti dal cinema, dalla pittura, dalla fotografia e dalle arti visive, culminata nella produzione sperimentale a livello mondiale. La selezione delle opere fu effettuata da diversi artisti e curatori noti tra cui László Moholy-Nagy, che fu uno dei selezionatori per la fotografia europea mentre Edward Weston si occupò di quella americana. Tra i nomi figurarono Berenice Abbott, Willi Baumeister, Marcel Duchamp, Hein Gorny, Hannah Höch, Eugène Atget, Man Ray, Alexander Rodchenko, Edward Steichen, Imogen Cunningham, Charles Sheeler, Brett Weston, e molti altri.
Tra il 1929 e il 1933 Peterhans divenne insegnante di fotografia presso la nuova sede del Bauhaus a Dessau ed ebbe tra i suoi studenti Ellen Auerbach, Hannes Neuner, Ricarda Schwerin, Grete Stern, Elsa Thiemann. Con la chiusura del Bauhaus, dopo la presa del potere da parte dei nazisti, insegnò fotografia alla "Werner Graeff" di Berlino fino ad aprile 1934, quando venne chiusa anche questa. Dal 1935 al 1937 insegnò fotografia alla Scuola Reimann di Berlino con Hugo Herring. Nel 1938 emigrò in America.
Dal 1939 al 1960, Peterhans tenne una cattedra presso l'Università Illinois Institute of Technology di Chicago, sezione architettura, sotto la direzione di Mies van der Rohe. Dopo la seconda guerra mondiale, nel 1953 fu tra i fondatori della Scuola di Ulm che divenne piuttosto rinomata.
Morì per un attacco cardiaco. Le sue opere sono conservate presso il Museum Folkwang.

## Vita privata
Sposò l'architetta Gertrude Kerbis (1926-2016), nata Lempp, anche lei docente presso Illinois Institute of Technology, con cui ebbe un figlio, Julian, ma il matrimonio non durò molto e i due divorziarono. Successivamente, Peterhans sposò nel 1957 Brigitte Schlaich (1928-2021), anche lei architetta.